# Jimmy Kimmel
James Christian Kimmel, umjetnički Jimmy Kimmel (New York, 13. studenoga 1967.) američki je komičar, televizijski i filmski glumac te televizijski i radijski voditelj. Iako nije imao značajnih filmskih ostvaraja, slavu je stekao kao radijski voditelj vlastite cjelovečernje razgovorne emisije Jimmy Kimmel uživo na ABC-iju, u kojem je od 2003. ugostio brojne poznate političare, umjetnike i športaše, dok je kao televizijski voditelj vodio dodjele nagrada Emmy 2012. i Oscara 2017. godine.
U filmovima Aristokrati, Pitch Perfect 2 i Ted 2 imao je cameo uloge, dok je u animiranim filmovima Štrumfovi 2, Garfield i Mali šef posudio glas. Pojavljivao se kao gostujući glumac u brojnim televizijskim serijama kao što su Family Guy, Ulica Sezam, Sredina i Skandal. Posudio je glas u videoigri Call of Duty: Black Ops II.
Vodio je dodjelu Oscara tri puta, voditelj je i 2024. godine.

## Vanjske poveznice
- Službene stranice (engl.)
- Jimmy Kimmel na stranicama ABC-ija (engl.)
- Jimmy Kimmel na filmskom portalu MojTV